# 香港市花

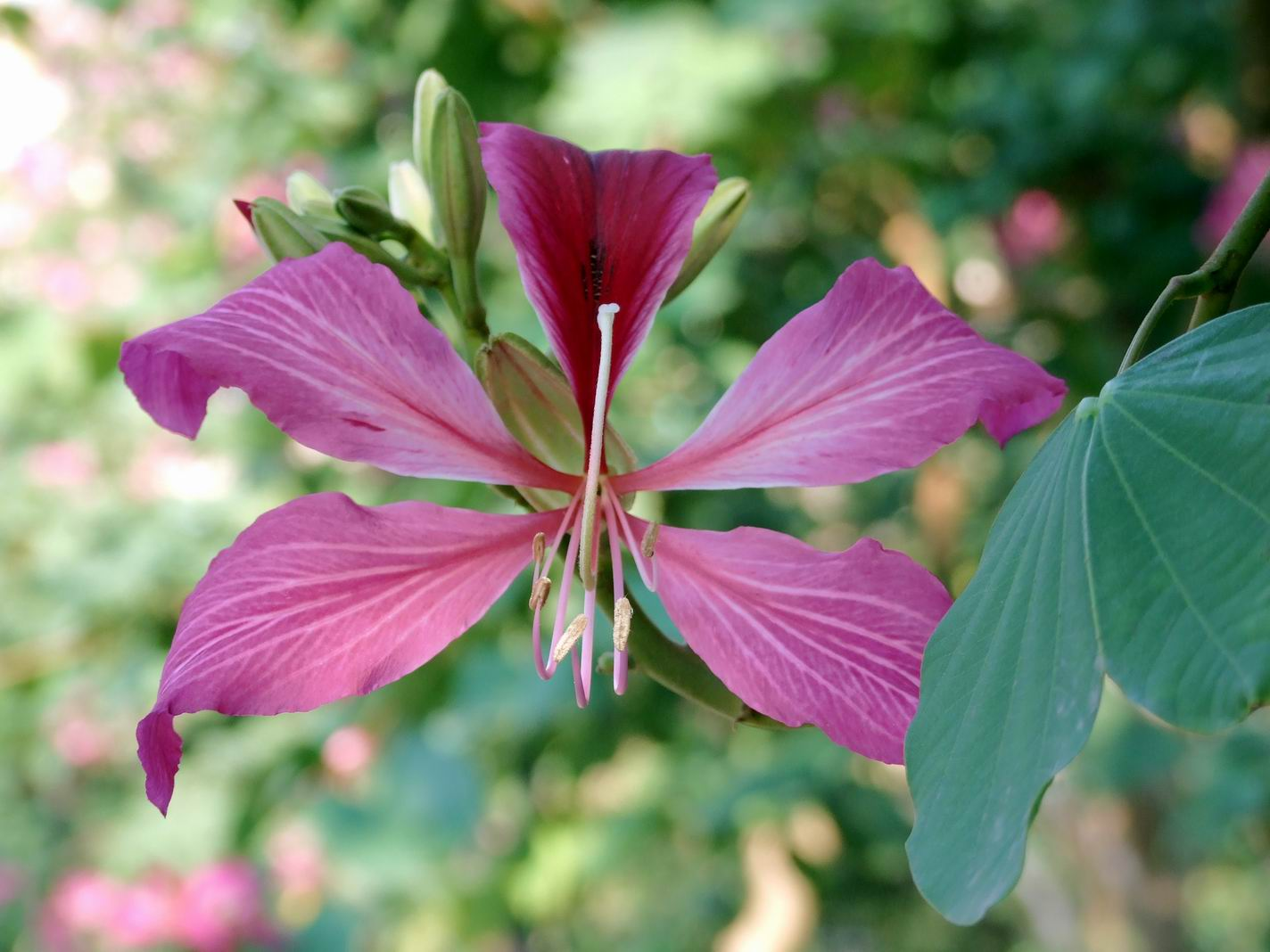
香港市花洋紫荊

香港市花为洋紫荆，別稱香港蘭（英語：Hong Kong Orchid Tree）、香港羊蹄甲，是豆科蘇木亞科羊蹄甲屬的有花植物，於香港首次發現，香港政府於1965年1月宣布採納市政局的提議，公佈洋紫荊獲選定為香港的市花。1990年被公布为香港特别行政区区旗和区徽的主体图案。
在中国大陆，该物种被称为“红花羊蹄甲”，但提及香港市花常随《香港特别行政区基本法》称“紫荆花”。在台湾，该物种被称为“艳紫荆”。

## 概要
洋紫荆在1880年左右於香港島薄扶林鋼綫灣由一位巴黎外方傳教會的神父發現，並以插技方式移植至薄扶林道伯大尼修道院的一帶栽培。1908年，當時的植物及林務部總監鄧恩 （S.T. Dunn） 判定洋紫荊為新物種，並於 《植物學報》（英國及外國） 第46卷，324至326頁 （Journal of Botany）發表有關資料。為紀念熱愛植物研究的第12任香港總督卜力（Sir Henry Arthur Blake），因此鄧恩為洋紫荊命名拉丁文學名時採用卜力伉儷（Sir Henry and Lady Blake）的名稱，在學名的種冠上（Blake）而命名為（Blakeana），後來發現洋紫荆是紅花羊蹄甲（B. purpurea）與宮粉羊蹄甲（B. variegata）混交而成，學名在2004年修改為（Bauhinia × blakeana），現存於漁農自然護理署香港植物標本室編號（Hong Kong Herb. No.1722）的模式標本相信是最初發現的原樹標本。由於洋紫荊是混種植物，不能自行繁殖，不過可透過人工繁衍，正是因為當年有惜花之人，後人才能繼續觀賞到洋紫荊的艷麗，因而洋紫荊被認為是「前人種花後人賞」的例子。

## 成為香港象徵
1964年2月4日，當時專責為香港市區的清潔衛生、康體文娛、植樹工作及美化市容制定政策的市政局，在該局的市區康樂建設委員會召開的一個會議中討論發展銅鑼灣原軍部用地及美化市容的計劃，張有興議員在會上表示世界上大部分國家和城市都選定了能夠代表自己的花卉，提議是否也應該選出香港的象徵花卉，以便在海外宣傳香港，時任市政局主席景韓回應稱對這個提案感到愉快，即席提議選用香港茶（香港紅山茶）或香港蘭（洋紫荊），因為這兩種植物都是香港特有種，但需要問問香港旅遊協會主席及工商業管理處處長有沒有其他建議，並且請相關人士一同研究，之後市政局便開始探討香港市花的議題。市政局議員普遍認為香港應要有自己的代表花卉，時任市政局議員沙理士在同年8月表示，香港如能夠有一種代表性花卉，將有助到海外推廣香港，發展香港旅遊業，「什麽花可以代表香港？」便成為了市政局會議的主題之一。市政局主席景韓在9月表示近期的市政局會議中，市區康樂建設委員會已經兩度開會討論甄選香港市花的主題，在會上鑑賞了在香港生長花卉的幻燈片，又檢視了花卉樣本，初步選出5種候選花卉，分別是假蘋婆、山蒼樹花、吊鐘花、羊蹄甲，以及又稱「香港羊蹄甲」的洋紫荊，並列出各候選花卉的特徵及適合代表香港的原因，又提到香港市民可以提出對選擇香港市花的意見。港九各界街坊福利會主席吳多泰在10月初表示，街坊會開會討論後提議選擇桃花，旋即引起熱議，議員謝雨川對這個提議提出質疑，謝稱桃花各地皆有種植，代表性不足，而且花期短又脆弱，稍有振動花瓣便掉落，似帶有薄命之嫌，他個人較傾向選擇洋紫荊。市政局市區康樂建設委員會選出香港市花後，需要將提議交由市政局常設會議討論，經一致通過後，再提交給香港政府考慮是否採納。
1965年1月19日，香港政府公佈接納市政局的提議，洋紫荊成為香港市花，港府同時表示在1959年頒布的香港紋章仍為香港正式徽號，香港旗的樣式也不會受到宣布洋紫荊為香港市花的影響。同年4月，港府宣布將會於雨季在路旁、公園及遊樂場等種植樹木及灌木共15萬株，包括香港市花洋紫荊。英國皇室雅麗珊郡主夫婦在同年9月19日訪港的最後一日行程中到港督府親手種植一顆洋紫荊。提議及甄選出洋紫荊作為香港市花的市政局也於1973年採用洋紫荊作為局徽及局旗，寓意香港這個遠東海港，有如該棵於1880年唯一一次於野外發現的洋紫荊一樣彌足珍貴。
1990年代，香港教育電視中學英文科片頭以花卉系列為主題，其中中學二年級版本為洋紫荊（Bauhinia Series）。
1993年發行的香港硬幣，因為香港主權即將移交，過往一直印有英國君主頭像的香港貨幣需要更改設計，作為香港象徵的洋紫荊，被選為取代伊麗莎白二世頭像成為印在香港硬幣的圖案。於同年成立的香港金融管理局也採用洋紫荊作為標誌。
於1997年7月成立的香港特別行政區繼續採納洋紫荊花的元素作為區旗及區徽，區旗的洋紫荊圖案花蕊以五顆星表示，與中國國旗上的五星相對應，寓意中國大陸與香港的關係，雖然洋紫荊原為紫色，但區旗的底色要用紅色，洋紫荊花的圖案因此被改成白色。
香港在殖民地時期的多個政府部門及機構，包括醫療輔助隊、民眾安全服務隊、香港懲教署、香港海關、香港消防處、政府飛行服務隊、香港警務處及入境事務處等政府部門的徽章設計，都包含象徵英國皇室的皇冠，於1997年香港主權移交當天均以象征自治区的洋紫荊图案取代徽章上的皇冠標誌，尽管洋紫荊图案形状均与区旗上相同，但颜色确各有不同。
香港會議展覽中心新翼向維多利亞港一面對開為金紫荊廣場，放有象徵香港主權移交的金紫荊雕像，寓意「永遠盛開的紫荊花」。

## 与紫荆的混淆
在香港，「洋紫荊」是該種植物及花朵的正式名稱，香港政府及媒体在1997年之前便将香港市花的中文名称为「洋紫荊」，英文名则多用泛指「羊蹄甲属」的。
1980年代，香港特別行政區基本法起草委員會编写《基本法（草案）》时在关于区旗及区徽的相关条款的中文版中使用「紫荆花」一名，而未使用區旗區徽圖案評選委員會在工作报告中使用的「洋紫荊花」一名。《香港特別行政區基本法》在1990年4月通過，其中文版中有关區旗及區徽的第一章第十條依旧使用了「紫荆花」一名，英文版则使用了“bauhinia”一名。中國大陆媒体也依照“紫荆花”来宣传香港区旗和区徽上的图案，導致中國大陆民眾多称香港市花为「紫荆花」。而“紫荆花”可以泛指紫荆亚科、紫荆属或羊蹄甲属，也可以指紫荆（Cercis chinensis）的花。紫荆和洋紫荆同属豆科紫荆亚科，但紫荆属于紫荊屬，洋紫荊属于羊蹄甲屬，在中文地區造成了两者的混淆。
紫荆和洋紫荊的外形差异极大。洋紫荊是喬木，可生長至10米高，葉片呈心形，洋紫荊的花冠大，有5片花瓣向外展開；而紫荊是灌木，生長的高度在2至5米之間，很少會長到6米，葉片呈三角形，紫荊的花冠細小，假蝶形花冠，通常在主幹或分枝上以2至10朵小花成束。
基本法在1990年公布後不久，便有學者指出其中文版中所用的「紫荊花」一名的謬誤。有評論指將「洋紫荊」開頭的「洋」字略去是出於「政治正確」的觀點，香港特區政府頒發的大紫荊勳章（Grand Bauhinia Medal）也以中文「紫荊」与英文「Bauhinia」相对应。立法會主席曾鈺成曾在專欄文章提及此問題，指《基本法》中文條文說是「紫荊花」，可能是為了搞去殖民化，更因此使特區的區旗和區徽不符合基本法。

## 相关徽章、旗帜图集

香港市政局標誌为洋紫荊的抽象圖案
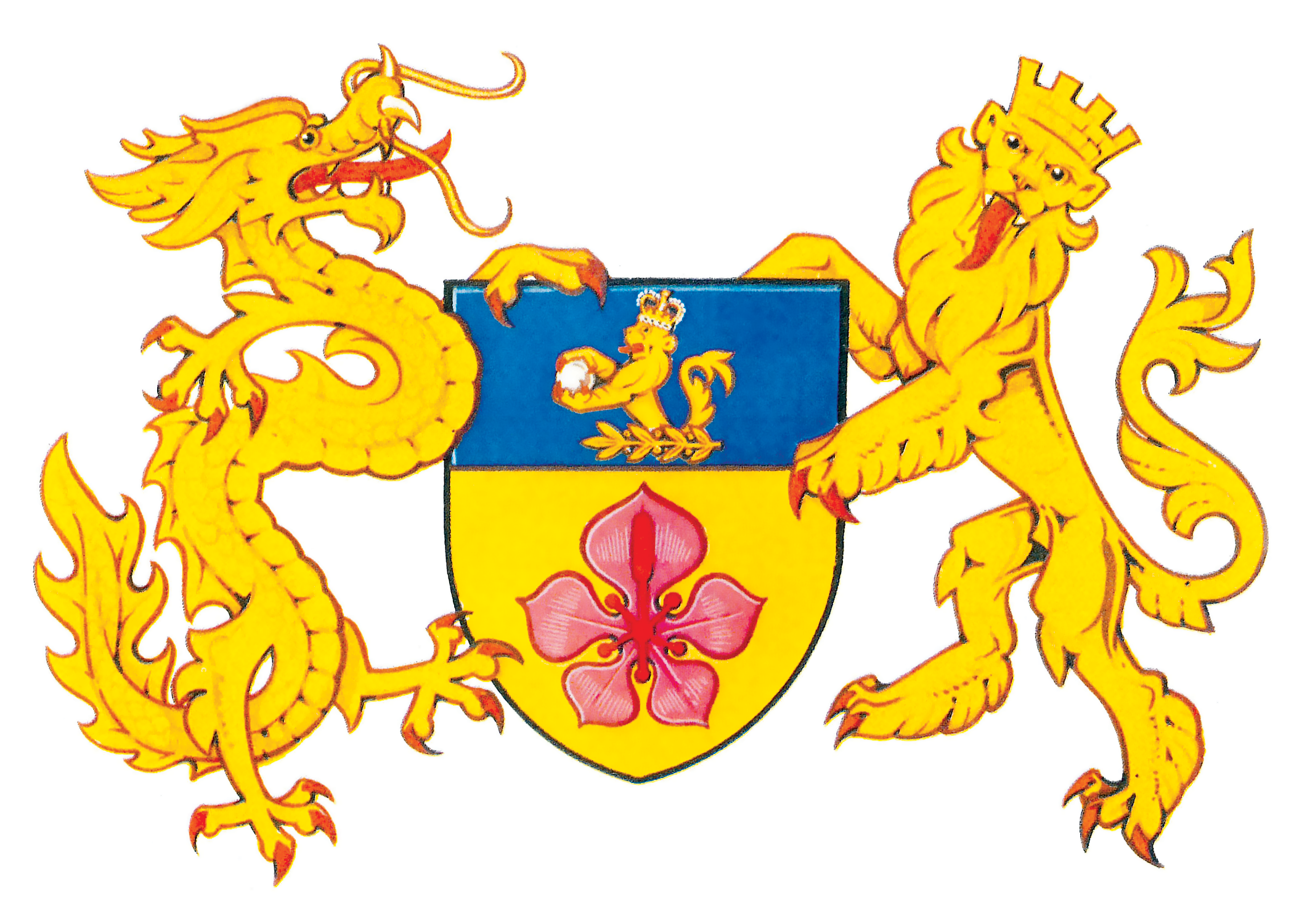
英國紋章院於1979年頒給香港市政局的紋章
香港特別行政區區旗